# 長浜市立西浅井中学校
長浜市立西浅井中学校（ながはましりつ にしあざいちゅうがっこう）は、滋賀県長浜市西浅井町に所在する公立中学校。

## 沿革
- 1970年4月1日 - 永原校舎と塩津校舎が合併し、西浅井村立西浅井中学校に改称
- 1971年4月1日 - 町制施行により西浅井町立西浅井中学校に改称
- 2010年1月1日 - 長浜市と東浅井郡、伊香郡が合併し、長浜市立西浅井中学校に改称[1]